# Кибаха
Кибаха (суахили и англ. Kibaha) — город на востоке Танзании, административный центр области Пвани, а также одноимённого округа.

## Географическое положение
Город находится в центральной части области, на относительно равнинной местности, на расстоянии приблизительно 25 километров к западу от столицы страны Дар-эс-Салама. Абсолютная высота — 155 метров над уровнем моря.

## Население
По данным официальной переписи 2002 года, население составляло 54 093 человека.
Динамика численности населения города по годам:
| 1978   | 2002   | 2012   |
| ------ | ------ | ------ |
| 19 711 | 54 093 | 65 270 |